# Russ Tamblyn

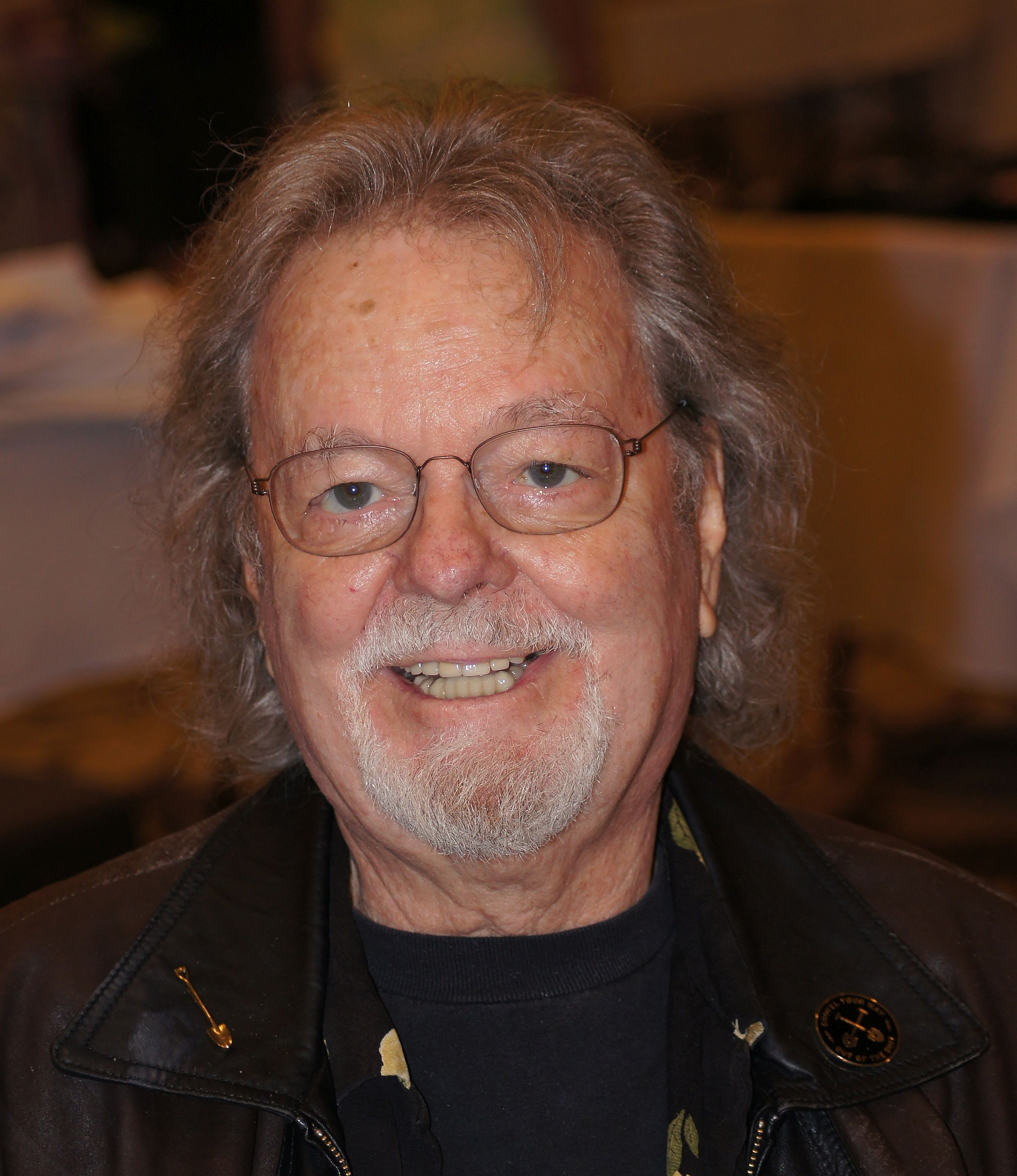
Russ Tamblyn (2019)

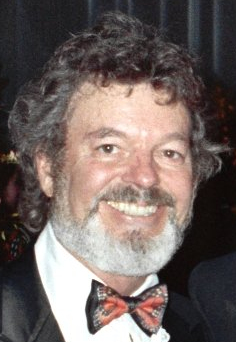
Russ Tamblyn (1990)

Russ „Rusty“ Tamblyn (* 30. Dezember 1934 in Los Angeles, Kalifornien als Russell Irving Tamblyn) ist ein US-amerikanischer Schauspieler. Er gilt als begabter Tänzer, Akrobat und Turner. Bekannt ist er unter anderem durch seine Mitwirkung an dem Film West Side Story von 1961, wo er Riff darstellte, den Anführer der „Jets“.

## Leben
Tamblyn wurde in eine Familie geboren, die im Showgeschäft tätig war. Sein Vater Eddie Tamblyn (1908–1957) war ebenfalls Schauspieler, Russ’ Bruder Larry Tamblyn (1943–2025) wurde später Schlagzeuger bei der 1960er-Band The Standells. Lloyd Bridges gab Russ Tamblyn seine erste Rolle in dem Theaterstück Stone Jungle, als Russ zehn Jahre alt war. Seinen ersten kleinen Filmauftritt machte er 1948 in Der Junge mit den grünen Haaren, schon im folgenden Jahr erhielt er neben George Brent in dem Sportfilm The Kid from Cleveland seine erste große Filmrolle. 1950 war er in der Filmkomödie Vater der Braut als Sohn beziehungsweise Bruder von Spencer Tracys und Elizabeth Taylors Figuren zu sehen, in der Fortsetzung Ein Geschenk des Himmels spielte er diese Rolle noch einmal.
1954 spielte er Gideon, einen der tanzenden Brüder in dem Film-Musical Eine Braut für sieben Brüder. Für seine Leistung in dem Spielfilm In Frisco vor Anker erhielt er 1956 den Golden Globe Award als Bester Nachwuchsdarsteller. Für seine Rolle in dem Melodram Glut unter der Asche von 1957 wurde er für den Oscar als bester Nebendarsteller nominiert. Singende und tanzende Märchenfiguren verkörperte er unter der Regie von George Pal in dessen Filmen Der kleine Däumling (1958) und Die Wunderwelt der Gebrüder Grimm (1962). Eine weitere bekannte Musicalrolle spielte er 1961 in dem mit zehn Oscars ausgezeichneten Filmklassiker West Side Story, wo er Riff darstellte, den Anführer der „Jets“. In Western trat er auf unter den Regien von Russell Rouse in Die erste Kugel trifft (1956), von Anthony Mann in Cimarron (1960) und unter John Ford in Das war der Wilde Westen (1961).
Ab den späten 1960er-Jahren stockte seine Karriere, und er spielte in einigen Low-Budget-Horrorfilmen wie im japanischen Frankenstein – Zweikampf der Giganten mit. In späteren Jahren verlegte er sich mehr aufs Fernsehen und hatte Gastauftritte in den Serien Nash Bridges, Babylon 5, General Hospital, Zurück in die Vergangenheit und Die himmlische Joan. Ein Comeback gelang ihm Ende der 1980er-Jahre unter anderem durch seine feste Rolle in David Lynchs Fernsehserie Twin Peaks (1989/1990), in der er den exzentrischen Psychiater Dr. Lawrence Jacoby spielte.
Russ Tamblyn ist zum dritten Mal verheiratet. Die erste Ehe mit der Schauspielerin Venetia Stevenson blieb kinderlos, aus der zweiten Ehe gingen zwei Kinder hervor. Aus der dritten Ehe mit der Sängerin und Künstlerin Bonnie Murray ging 1983 die Tochter Amber Tamblyn hervor, die mittlerweile ebenfalls Schauspielerin ist und deren Karriere Tamblyn managt. Im Film Django Unchained (2012) spielt er die Rolle des „Sohns des Revolverhelden“, eine Hommage an seine Rolle in dem Western Sohn des Revolverhelden von 1965. Seine Tochter Amber ist ebenfalls in Django Unchained als „Enkelin des Revolverhelden“ zu sehen. 2017 kehrte Tamblyn in seine Rolle als Dr. Jacoby in der Neuauflage von Twin Peaks zurück.

## Filmografie (Auswahl)
- 1948: Der Junge mit den grünen Haaren (The Boy With Green Hair)
- 1949: The Kid from Cleveland
- 1949: Samson und Delilah (Samson and Delilah)
- 1950: Gefährliche Leidenschaft (Gun Crazy)
- 1950: Vater der Braut (Father of the Bride)
- 1950: Captain Carey, U.S.A.
- 1950: Die Jahre der Lüge (The Vicious Years)
- 1951: Ein Geschenk des Himmels (Father’s Little Dividend)
- 1951: As Young as You Feel
- 1951: Die Höhle der Gesetzlosen (Cave of Outlaws)
- 1952: Feuerschutz für Stoßtrupp Berta (Retreat, Hell!)
- 1953: Sprung auf, marsch, marsch! (Take the High Ground!)
- 1954: Eine Braut für sieben Brüder (Seven Brides for Seven Brothers)
- 1955: Ein Mann liebt gefährlich (Many Rivers to Cross)
- 1955: In Frisco vor Anker (Hit the Deck)
- 1956: Die erste Kugel trifft (The Fastest Gun Alive)
- 1956: Die letzte Jagd (The Last Hunt)
- 1957: Glut unter der Asche (Peyton Place)
- 1957: Geh nicht zu nah ans Wasser (Don’t Go Near the Water)
- 1958: Der kleine Däumling (Tom Thumb)
- 1958: Mit Siebzehn am Abgrund (High School Confidential!)
- 1960: Cimarron
- 1961: West Side Story
- 1962: Das war der Wilde Westen (How the West Was Won)
- 1962: Die Wunderwelt der Gebrüder Grimm (The Wonderful World of the Brothers Grimm)
- 1963: Bis das Blut gefriert (The Haunting)
- 1964: Raubzug der Wikinger (The Long Ships)
- 1965: Sohn des Revolverhelden (Son of a Gunfighter)
- 1966: Frankenstein – Zweikampf der Giganten (Furankenshutain no Kaiju Sanda tai Gaira)
- 1969: Die Sadisten des Satans (Satan’s Sadists)
- 1971: Draculas Bluthochzeit mit Frankenstein (Dracula vs. Frankenstein)
- 1971: The Last Movie
- 1978: Der Mann in den Bergen (Fernsehserie, 1 Folge)
- 1982: Human Highway
- 1988: Necromancer – Das Tor zur Hölle (Necromancer)
- 1989: Aftershock
- 1990–1991: Twin Peaks (Fernsehserie, 16 Folgen)
- 1994: Babylon 5 (Fernsehserie, 1 Folge)
- 1995: Attack of the 60 Foot Centerfold
- 1998: Little Miss Magic – Die kleine Hexe (Little Miss Magic)
- 1999: Wer Sturm sät (Inherit the Wind, Fernsehfilm)
- 2004: Die himmlische Joan (Joan of Arcadia, Fernsehserie, 3 Folgen)
- 2010–2016: The Increasingly Poor Decisions of Todd Margaret (Fernsehserie, 9 Folgen)
- 2011: Drive
- 2012: Django Unchained
- 2014:	Hits
- 2017: Twin Peaks (Fernsehserie, 6 Folgen)
- 2018: Spuk in Hill House (The Haunting of Hill House, Fernsehserie, Folge 1x05)